# Rockklassiker
Rockklassiker är en svensk radiostation med rockmusik som ingår i Bauer Media-koncernen tillsammans med Mix Megapol, NRJ Sverige, Vinyl FM och Svensk Pop. Stationen spelar rockhits från primärt 1970-talet, 1980-talet och 1990-talet.

## Historik
Stationen började sända under namnet Klassiska Hits i november 1994 på frekvensen 106,7 i Stockholm. Vid den här tiden fanns även en annan rockstation i Stockholm, Bandit 105.5. Bandit lades ner vid utgången av 1998, vilken ledde till att Klassiska Hits bytte namn till 106,7 Rockklassiker för att förtydliga positionen.
År 2001 vann stationen Radioakademins Stora Radiopris för Årets Privata Lokalradio.

## Program och programledare
Stationens morgonshow "Morronrock" leds av Jonas Nilsson, Hasse Brontén och Linda Fyrebo. Därefter leds förmiddagarna av Nicke Borg, sångare och gitarrist i bandet Backyard Babies.
På vardagseftermiddagar hörs radioräven Micke Dahl som sänder från kl 14:00 till 18:00.
En av programpunkterna under hans sändning är ”Tre Intron På Trettio Sekunder” där han spelar upp tre kända rockintron från 1970-, 1980- eller 1990-talet och där lyssnare ringer in till radion och har chans att vinna priser, som t.ex. en biljett till en rockkonsert eller en rockklassikertröja eller en tusenlapp om man svarar rätt på samtliga tre låtintron.
Kvällspasset leds av sångerskan Nina Söderquist, Hon hörs mellan kl 18 och 22:00 och håller även programpunkterna ”rockkalendern”, som går ut på att nämna olika historiska händelser inom rockbranschen. Hon håller även i rockdubbeln, där han spelar upp två låtar från en och samma band/artist som en hyllning till artisten/bandet i fråga, ofta på någons dödsdag eller födelsedag.
Under helger sänder Janne Innanfors morgon/förmiddagspasset, mellan kl 08:00 och 14:00 på lördagar och till 12 på söndagar där han spelar de största rockhitsen från tre decennier. 
Mellan kl 10:00 och 13:00 sänds fotbollsprogramet 90 minuter + tilläggstid där de pratar om helgens matcher och vad som händer i fotbollsvärlden. 
Eftermiddagspasset under helger (14:00–18:00) respektive 12:00–16:00 leds av sångerskan Nina Söderquist som guidar lyssnarna genom de största rockhitsen. 
Hennes efterträdare på kvällen är Ian Haugland, trummis i rockbandet Europe. Han tar kvällspasset på lördagar 18:00–22:00 och söndagar lite tidigare (16:00–20:00), eftersom det kl 20:00–21:30 denna dag sänds ett program med ”Duff McKagan - Three Chords And The Truth” där Duff McKagan och Susan Holmes McKagan spelar utvalda rocklåtar som de berättar om under en och en halv timme. Sändningen med programledare avslutas en halvtimme tidigare än ordinarie tid och fortsätter sedan obemannat.
Stationsrösten har gjorts av skådespelarenBengt Skogholt, och en kvinnlig röst används nu som mellan låtar gör rösten för stationens jinglar samt presenterar olika programpunkter.

### Tidigare programledare
Några programledare som tidigare arbetat på stationen är Ralf Gyllenhammar, Anton Körberg, Bosse "Bo Ramone" Johander, Conny Karlberg, Dave Nerge och Örjan "Dr. Rock" Englin. Örjan Englin berättade i en intervju med "Mixxx.se" år 2012, att hans program "Dr. Rock Show" blev nominerat för det Stora Radiopriset 2001, samma år som stationen vann Årets Privata Lokalradio.

#### Lista över tidigare programledare
- Fredrik Bojerud
- Maria Bjaring
- Martin Boman
- Peter Kjellin
- Ralf Gyllenhammar
- Anton Körberg
- Jakob Öqvist
- Kristian Martinsson

## Lyssnare
Rockklassiker hade i mars 2018 ca 261 000 lyssnare per dygn. Veckovis uppgick lyssnarantalet till ca 829 000.

### Målgrupp
Den primära målgruppen är män i åldern 25 till 49 år. Målgruppen beskrivs som köpstark och bor främst i villa eller radhus. Lyssnarnas främsta intressen är sport, motor, ny teknik och resor.